# Fullerton (Nebraska)
Fullerton je grad u američkoj saveznoj državi Nebraska. Prema popisu stanovništva iz 2010. u njemu je živjelo 1,307 stanovnika.